# Кубок Испании по футболу 1994/1995
Кубок Испании по футболу 1994/1995 — 91-й розыгрыш Кубка Испании по футболу выиграл Депортиво Ла-Корунья. Этот кубок стал первым в истории команды.
Соревнование прошло в период со 28 сентября 1994 по 27 июня 1995 года.

## Результаты матчей

### 1/4 финала
| Команда 1            | Итог | Команда 2       | 1-й матч | 2-й матч |
| -------------------- | ---- | --------------- | -------- | -------- |
| Спортинг Хихон       | 2:1  | Райо Вальекано  | 1:1      | 1:0      |
| Депортиво Ла-Корунья | 3:0  | Атлетик Бильбао | 3:0      | 0:0      |
| Атлетико Мадрид      | 1:2  | Альбасете       | 1:1      | 0:1      |
| Мальорка             | 1:4  | Валенсия        | 1:0      | 0:4      |

### 1/2 финала
| Команда 1      | Итог | Команда 2            | 1-й матч | 2-й матч |
| -------------- | ---- | -------------------- | -------- | -------- |
| Валенсия       | 3:2  | Альбасете            | 1:1      | 2:1      |
| Спортинг Хихон | 1:2  | Депортиво Ла-Корунья | 0:2      | 1:0      |

### Финал
| 24 июня, 1995 год    | \| Депортиво Ла-Корунья \| 1:1 (приостановлен) \| Валенсия \| \| Манхарин 35′ \| Голы \| Миятович 70′ \| | Сантьяго Бернабеу, Мадрид Зрителей: 95 000 |
| Депортиво Ла-Корунья | 1:1 (приостановлен)                                                                                      | Валенсия                                   |
| Манхарин 35′         | Голы | Миятович 70′                               |

* Матч был приостановлен из-за сильного дождя на 79-й минуте
| 27 июня, 1995 год    | \| Депортиво Ла-Корунья \| 2:1 (возобновлён) \| Валенсия \| \| Альфредо 81′ \| Голы \| \| | Сантьяго Бернабеу, Мадрид Зрителей: 81 000 |
| Депортиво Ла-Корунья | 2:1 (возобновлён)                                                                         | Валенсия                                   |
| Альфредо 81′         | Голы                                                                                      |                                            |

| Кубок Испании 1994–95 победители |
| -------------------------------- |
| Депортиво Ла-Корунья 1-й титул   |